# Йорк, Джеймс Алан
Джеймс Алан Йорк  (англ. James Alan Yorke; род. 3 августа 1941, Плейнфилд (Нью-Джерси), США) — американский математик и физик-теоретик. Труды в основном посвящены теории хаоса и популяционной динамике, занимается исследованиями в области прогнозов погоды и демографической динамики эпидемии ВИЧ. Известен как один из авторов метода Отта-Гребоджи-Йорка.

## Награды и почётные звания
Действительный член Американского физического общества (2003), Американского математического общества (2012), Общества промышленной и прикладной математики (2013).
- Стипендия Гуггенхайма (1980)[7]
- Мемориальные лекции Вейцмана (1997)[8]
- Премия Японии (2003)[9]
- Лекция Н. Винера (2008)[10]
- Лекция Ю. Мозера (2011)[11]
- Thomson Reuters Citation Laureates (2016)